# Grand Champ
Pour la commune française, voir Grand-Champ.
Albums de DMX
The Great Depression
(2001) Year of the Dog... Again
(2006)
Singles
1. Where the Hood at?
Sortie : 2003
2. Get It on the Floor
Sortie : 2003

Grand Champ est le cinquième album studio de DMX, sorti le 16 septembre 2003.
L'album s'est classé 1er au Billboard 200 et au Top R&B/Hip-Hop Albums et a été certifié disque de platine par la Recording Industry Association of America (RIAA) le 7 novembre 2003. Avec cet opus, DMX est le seul artiste à avoir eu cinq albums classés dès leur sortie en première place des charts américains[réf. nécessaire].

## Liste des titres
| No  | Titre                                                                            | Contient un (des) sample(s) de                                                                           | Durée |
| --- | -------------------------------------------------------------------------------- | --- | ----- |
| 1.  | Dog Intro (featuring Bashir Fadai)                                               | | 3:32  |
| 2.  | My Life (featuring Chinky)                                                       | | 3:09  |
| 3.  | Where the Hood at?                                                               | I'll Play the Blues for You d'Albert King                                                                | 4:46  |
| 4.  | Dogs Out                                                                         | Dedicated to the One I Love de Stacy Lattisaw                                                            | 4:03  |
| 5.  | Get It on the Floor (featuring Swizz Beatz)                                      | | 4:22  |
| 6.  | Come Prepared (Skit) (featuring Joaquin « Waah » Dean)                           | | 0:35  |
| 7.  | Shot Down (featuring 50 Cent et Styles P)                                        | | 3:42  |
| 8.  | Bring the Noize                                                                  | | 3:30  |
| 9.  | Untouchable (featuring Syleena Johnson, Cross, Infa-Red, Sheek Louch et Drag-On) | Why You Treat Me So Bad de Club Nouveau                                                                  | 6:05  |
| 10. | Fuck Y'all                                                                       | | 3:43  |
| 11. | Ruff Radio (Skit)                                                                | | 0:43  |
| 12. | We're Back (featuring Eve et Jadakiss)                                           | | 4:25  |
| 13. | Ruff Radio 2 (Skit)                                                              | | 0:18  |
| 14. | Rob All Night (If I'm Gonna Rob)                                                 | No Love 4 Me de DMX featuring Drag-On                                                                    | 3:27  |
| 15. | We Go Hard (featuring Cam'ron)                                                   | Didn't I Fool You de Ruby Andrews                                                                        | 3:36  |
| 16. | We 'Bout to Blow (featuring Big Stan)                                            | | 3:31  |
| 17. | The Rain                                                                         | Will She Meet the Train in the Rain? de Greg Perry                                                       | 3:27  |
| 18. | Gotta Go (Skit)                                                                  | | 1:07  |
| 19. | Don't Gotta Go Home (Mix) (featuring Monica)                                     | | 4:17  |
| 20. | A'Yo Kato (featuring Magic et Val)                                               | | 3:46  |
| 21. | Thank You (featuring Patti LaBelle)                                              | I Want to Thank You d'Alicia Myers Make the Music With Your Mouth, Biz de Biz Markie featuring T.J. Swan | 3:01  |
| 22. | Prayer V                                                                         | | 1:47  |
| 23. | On Top (featuring Big Stan)                                                      | | 3:30  |

| 24. | X Gon' Give It to Ya | 3:40 |